# OEC Taipei WTA Challenger 2015
El OEC Taipei WTA Ladies Open 2015 es un torneo femenino de tenis profesional jugado en carpet interiores. Se trata de la cuarta edición del torneo, evento de la WTA 125s de 2015. Se llevará a cabo en Taipéi, Taiwán entre 16-22 de noviembre de 2015.

## Cabeza de serie

### Individual femenino
| Tenista            | Ranking | Preclasificada |
| Misaki Doi         | 60      | 1              |
| Yaroslava Shvedova | 82      | 2              |
| Evgeniya Rodina    | 84      | 3              |
| Tímea Babos        | 85      | 4              |
| Kirsten Flipkens   | 93      | 5              |
| Patricia Maria Țig | 115     | 6              |
| Stefanie Voegele   | 122     | 7              |
| Wang Yafan         | 135     | 8              |

- Ranking del 9 de noviembre de 2015

### Dobles femenino
| Tenista                        | Ranking | Preclasificada |
| Han Xinyun Zhang Kailin        | 199     | 1              |
| Chan Chin-wei Junri Namigata   | 215     | 2              |
| Marina Melnikova Elise Mertens | 284     | 3              |
| Amandine Hesse Hiroko Kuwata   | 301     | 4              |

## Campeonas

### Individual Femenino
Tímea Babos venció a  Misaki Doi por 7–5, 6–3

### Dobles Femenino
Kanae Hisami /  Kotomi Takahata vencieron a  Marina Melnikova /  Elise Mertens por 6–1, 6–2